# Aldeanueva de San Bartolomé
Aldeanueva de San Bartolomé ist ein Ort und eine zentralspanische Gemeinde (municipio) mit 413 Einwohnern (Stand: 2024) in der Provinz Toledo in der Autonomen Gemeinschaft Kastilien-La Mancha. 

## Lage und Klima
Aldeanueva de San Bartolomé liegt am Nordrand der Montes de Toledo gut 120 km (Fahrtstrecke) westsüdwestlich von Toledo in einer Höhe von ca. 560 m. Das Klima im Winter ist rau, im Sommer dagegen trocken und warm; der eher Regen fällt – mit Ausnahme der trockenen Sommermonate – übers Jahr verteilt.

## Bevölkerungsentwicklung
| Jahr      | 1970 | 1981 | 1991 | 2001 | 2011 | 2021 |
| Einwohner | 1291 | 843  | 713  | 578  | 509  | 413  |

Aufgrund der Mechanisierung der Landwirtschaft und der Aufgabe von bäuerlichen Kleinbetrieben ist die Einwohnerzahl der Gemeinde seit der Mitte des 20. Jahrhunderts zurückgegangen.

## Sehenswürdigkeiten

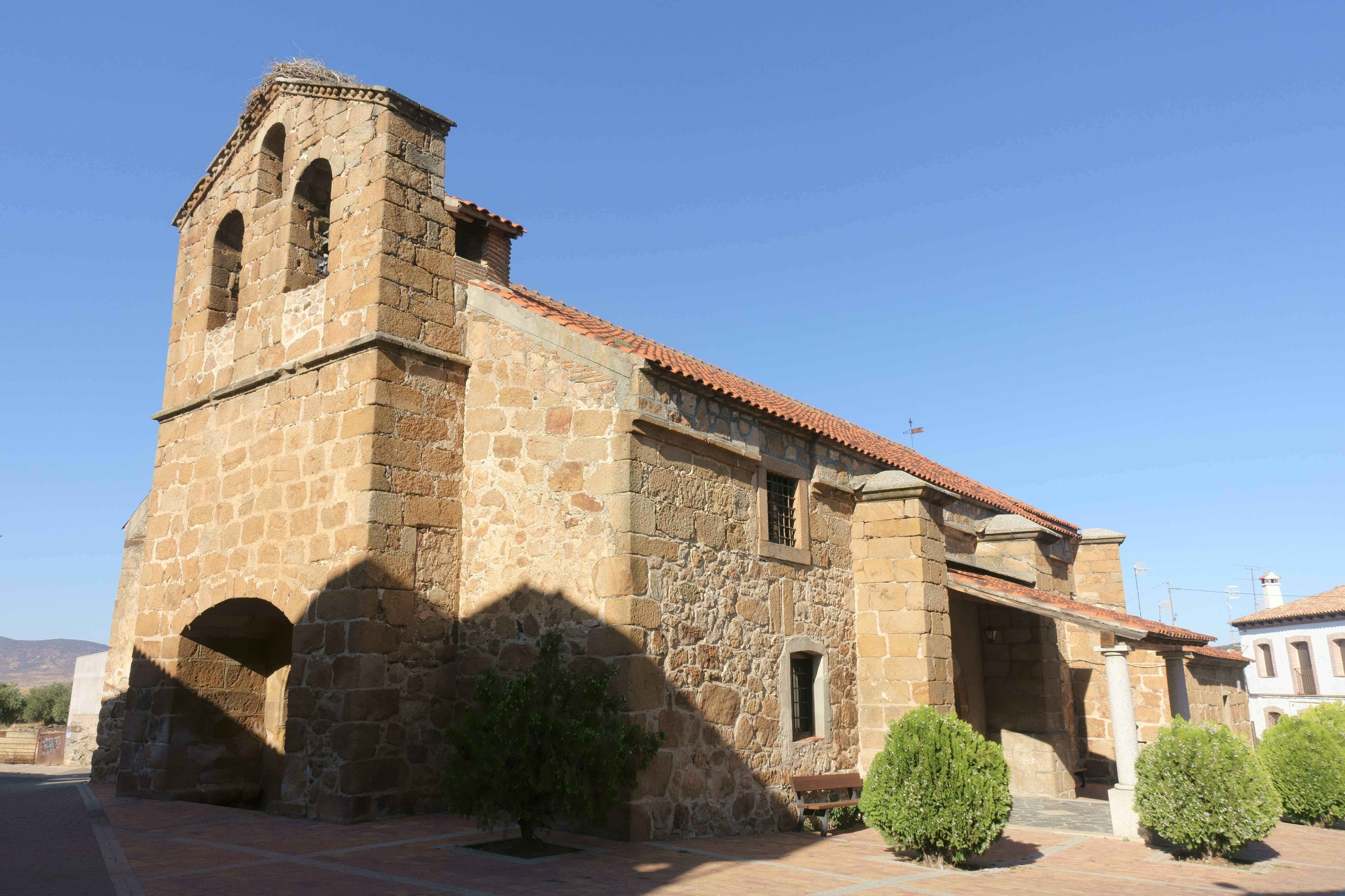
Bartholomäuskirche
- Marienkapelle
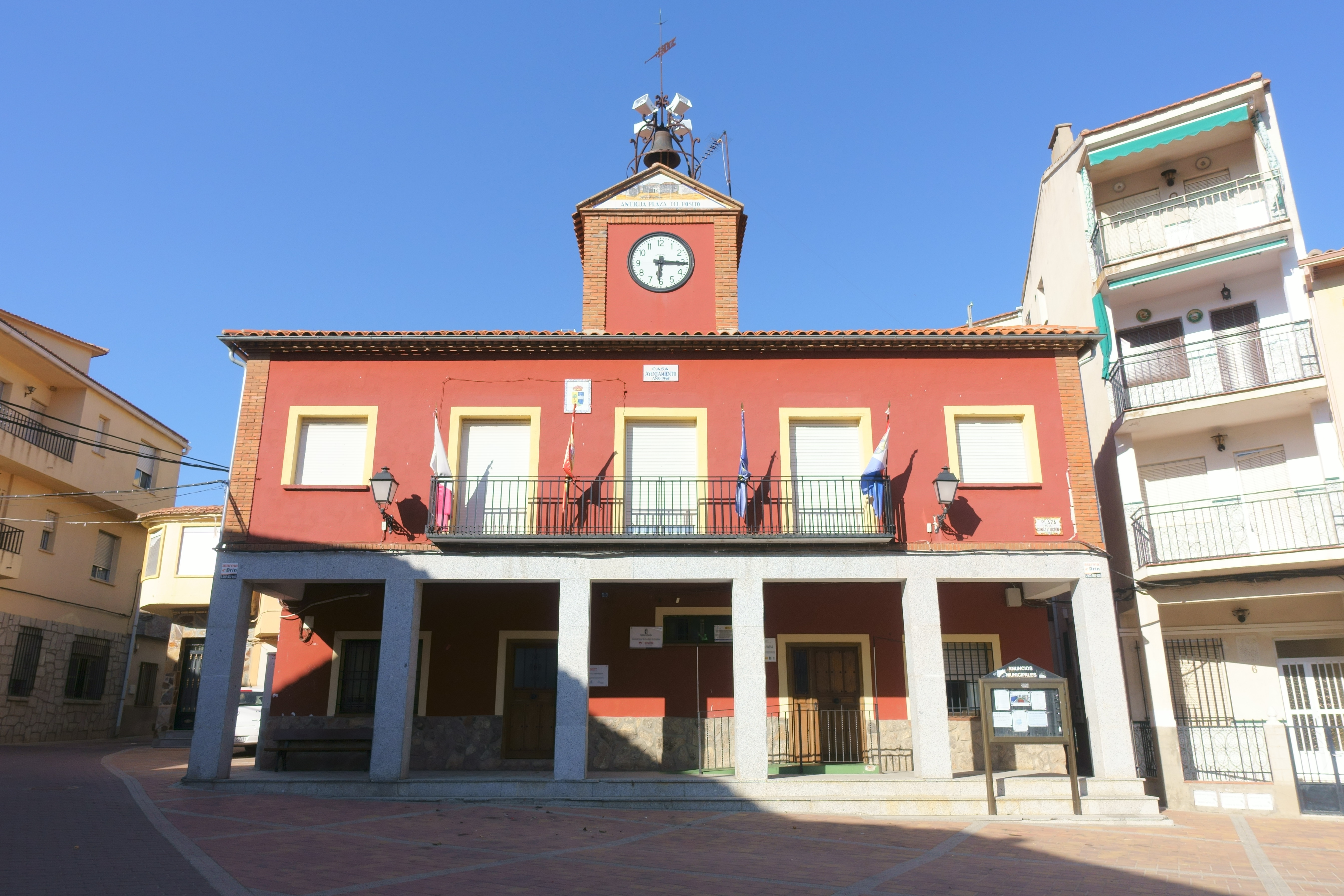
Rathaus

- Bartholomäuskirche
- Rathaus